# 伊藤潤二恐怖コレクション
『伊藤潤二恐怖コレクション』（いとうじゅんじきょうふこれくしょん）は、2000年7月7日から9月30日にかけて、テレビ朝日にて金曜日26時09分から26時39分に放送された伊藤潤二のホラー漫画を原作としたオムニバスドラマ。全4作品。（最終回は土曜日に放送）

## 概要

### 長い夢
2000年7月7日、14日放送（全2回）
- キャスト
  - 黒田修介：堀内正美
  - 竹島麻実：つぐみ
  - 山内：津田健次郎
  - 桜井可菜：初音映莉子
  - 向田哲郎：柏原収史

### 顔泥棒
2000年8月4日～18日放送（全3回）
- キャスト
  - 亀井桃子：山口あゆみ
  - 浜岡沙也香：安藤希
  - 日比野孝文：忍成修吾
  - 保健教師：片岡礼子
  - 担任教師：木下ほうか

### 押切
劇場版（2009年9月2日公開）とは別バージョン。
2000年9月1日～22日放送（全4回）
- キャスト
  - 押切トオル：徳山秀典
  - 未央：初音映莉子
  - 押切灰郎：天本英世
  - 中島：本田大輔、チェ・シアン
  - 田野倉：田口トモロヲ
  - 神山：片山雅彦
  - 小泉：三戸部貴彦
  - 渡辺：小寺あゆみ
  - 押切トオルの父：世古陽丸
  - 押切トオルの母：佐藤直子

### 墓標の町
2000年9月30日放送
- キャスト
  - カオル：櫻井淳子
  - ツヨシ：萩原聖人
  - 諏訪太朗
  - 田中要次
  - 古尾谷雅人